# Уэйн (округ, Индиана)
Уэйн (англ. Wayne County) — округ в штате Индиана, США. Официально образован в 1811 году. По состоянию на 2010 год, численность населения составляла 68 917 человека.

## География
По данным Бюро переписи США, общая площадь округа равняется 1 047,242 км2, из которых 1 040,508 км2 суша и 6,734 км2 или 0,640 % это водоёмы.

## Население
По данным переписи населения 2000 года в округе проживает 71 097 жителей в составе 28 469 домашних хозяйств и 19 301 семей. Плотность населения составляет 68,00 человек на км2. На территории округа насчитывается 30 468 жилых строений, при плотности застройки около 29,00-ти строений на км2. Расовый состав населения: белые — 92,04 %, афроамериканцы — 5,10 %, коренные американцы (индейцы) — 0,20 %, азиаты — 0,51 %, гавайцы — 0,03 %, представители других рас — 0,69 %, представители двух или более рас — 1,42 %. Испаноязычные составляли 1,37 % населения независимо от расы.
В составе 30,10 % из общего числа домашних хозяйств проживают дети в возрасте до 18 лет, 52,80 % домашних хозяйств представляют собой супружеские пары проживающие вместе, 11,40 % домашних хозяйств представляют собой одиноких женщин без супруга, 32,20 % домашних хозяйств не имеют отношения к семьям, 27,40 % домашних хозяйств состоят из одного человека, 11,80 % домашних хозяйств состоят из престарелых (65 лет и старше), проживающих в одиночестве. Средний размер домашнего хозяйства составляет 2,42 человека, и средний размер семьи 2,92 человека.
Возрастной состав округа: 24,20 % моложе 18 лет, 9,20 % от 18 до 24, 27,50 % от 25 до 44, 23,40 % от 45 до 64 и 23,40 % от 65 и старше. Средний возраст жителя округа 38 лет. На каждые 100 женщин приходится 92,40 мужчин. На каждые 100 женщин старше 18 лет приходится 88,10 мужчин.
Средний доход на домохозяйство в округе составлял 34 885 USD, на семью — 42 811 USD. Среднестатистический заработок мужчины был 32 298 USD против 21 901 USD для женщины. Доход на душу населения составлял 17 727 USD. Около 8,50 % семей и 11,40 % общего населения находились ниже черты бедности, в том числе — 16,10 % молодежи (тех, кому ещё не исполнилось 18 лет) и 8,60 % тех, кому было уже больше 65 лет.